# Neću protiv druga svog (singel)
Neću protiv druga svog je glasbeni singel jugoslovanskega igralca Radeta Šerbedžije in srbske folk-pop pevke Svetlane Ražnatović  - Cece, ki je bil objavljen spomladi leta 1992 v sarajevski založbeni hiši Diskoton.
Pesem je marca in aprila leta 1992 postala najpopularnejša pesem v Bosni in Hercegovini. V mesecih pred bosansko vojno se je vsaka informativna oddaja Dnevnika na Televiziji Sarajevo zaključevala s to pesmijo.
V Srbiji in drugih državah nekdanje Jugoslavije singel ni bil objavljen. Rade pesem še vedno izvaja na svojih koncertih in predstavah, Ceca pa ne.

## Nastanek dueta
Rade Šerbedžija je ustvaril melodijo in napisal besedilo za singel v času snemanja celovečernega srbskega filma Nečista krv, leta 1991. Ker je v filmu nastopala tudi 17-letna Ceca Ražnatović (takrat Ceca Veličković), ki je igralca presenetila s svojim pevskim talentom, jo je ta povabil na snemanje singla. Pesem sta posnela v improviziranem snemalnem studiu, v nekem vranjskem hotelu. Režiserju omenjenega filma, Stojanu Stojčiću, je bila pesem zelo všečna, zato jo je objavil v zaključnem delu filma kot odjavno glasbeno podlago.

## Promocija singla
Rade Šerbedžija je pesem predstavljal v začetku leta 1992 na svojih protivojnih predstavah in koncertih za mir v Sarajevu. Uradno promocijo singla je imel 5. aprila v Sarajevu, istega dne, ko se je začela bosanska vojna. Ceca je o posnetem duetu govorila za beograjske (večinoma estradne) tiskane medije. Skupne promocije singla ni bilo.

## Izdaja singla
| CD              | CD                                             | CD              | CD              | CD      |
| Št.             | Naslov                                         | Besedilo        | Glasba          | Dolžina |
| --------------- | ---------------------------------------------- | --------------- | --------------- | ------- |
| 1.              | „Neću protiv druga svog‟ (Svetlana Ražnatović) | Rade Šerbedžija | Rade Šerbedžija | 5:14    |
| 2.              | „Vojnicima na istoku‟                          | Đorđe Petrović  | Đorđe Petrović  | 3:39    |
| Skupna dolžina: | Skupna dolžina:                                | Skupna dolžina: | Skupna dolžina: | 8:53    |

| KOMPAKTNA KASETA | KOMPAKTNA KASETA                               | KOMPAKTNA KASETA | KOMPAKTNA KASETA | KOMPAKTNA KASETA |
| Št.              | Naslov                                         | Besedilo         | Glasba           | Dolžina          |
| ---------------- | ---------------------------------------------- | ---------------- | ---------------- | ---------------- |
| 1.               | „Neću protiv druga svog‟ (Svetlana Ražnatović) | Rade Šerbedžija  | Rade Šerbedžija  | 5:14             |
| 2.               | „Vojnicima na istoku‟                          | Đorđe Petrović   | Đorđe Petrović   | 3:39             |
| 3.               | „Modra rijeka‟ (Davorin Popović)               | S. A. Kovačević  | F. Redžić        | 4:27             |
| 4.               | „Alija‟                                        | Rade Šerbedžija  | Gabor Lenđel     | 7:22             |
| 5.               | „Rastanak‟                                     | Borislav Vujčić  | Zoran Erić       | 4:39             |
| 6.               | „Kad umre ljubav‟                              | Kemal Monteno    | Kemal Monteno    | 2:51             |
| Skupna dolžina:  | Skupna dolžina:                                | Skupna dolžina:  | Skupna dolžina:  | 28:12            |

## Ostale informacije
- Pesem je bila leta 2012 uvodna in zaključna glasbena podlaga v srbski seriji Tajna nečiste krvi.[9]
- Pesem tudi dandanes predvajajo na radijskih postajah v vseh državah nekdanje Jugoslavije, tudi na Slovenskem.[10]
- Pesem je bila s portala YouTube večkrat izbrisana - nazadnje zaradi avtorskih pravic s strani Cecine založbene hiše CecaMusic.[11]